# تابع شمارش اعداد اول
در ریاضیات تابع شمارش اعداد اول تابعی است که برای بیان تعداد اعداد اول به کار می‌رود و آن را با نماد {\displaystyle \pi (x)} نمایش می‌دهند.

نمودار تعداد اعداد اول کوچک تر ۶۰

## تاریخچه
در قرن ۱۸ گاوس و لژاندر توانستند تقریب دقیق {\displaystyle x/\operatorname {ln} (x)\!} را برای تعداد اعداد اول به دست آورند که بعدها این تقریب به نظریه اعداد اول مشهور شد و بر اساس آن ثابت شد که:
{\displaystyle \lim _{x\rightarrow \infty }{\frac {\pi (x)}{x/\operatorname {ln} (x)}}=1.\!}
با تعریف تابع انتگرال لگاریتم که آن را با نماد {\displaystyle li(x)} نمایش می دهند و به صورت زیر تعریف می شود:
{\displaystyle {\rm {li}}(x)=\int _{0}^{x}{\frac {dt}{\ln t}}.\;}
ثابت شد که:
{\displaystyle \lim _{x\rightarrow \infty }\pi (x)/\operatorname {li} (x)=1\!}

## بررسی تابع
| {\displaystyle x} | {\displaystyle \pi (x)}         | {\displaystyle {\frac {\pi (x)}{x/ln(x)}}} |
| ----------------- | ------------------------------- | ------------------------------------------ |
| ۱۰                | ۴                               | ۰٫۹۲۱                                      |
| ۱۰۲               | ۲۵                              | ۱٫۱۵۱                                      |
| ۱۰۳               | ۱۶۸                             | ۱٫۱۶۱                                      |
| ۱۰۴               | ۱٬۲۲۹                           | ۱٫۱۳۲                                      |
| ۱۰۵               | ۹٬۵۹۲                           | ۱٫۱۰۴                                      |
| ۱۰۶               | ۷۸٬۴۹۸                          | ۱٫۰۸۴                                      |
| ۱۰۷               | ۶۶۴٬۵۷۹                         | ۱٫۰۷۱                                      |
| ۱۰۸               | ۵٬۷۶۱٬۴۵۵                       | ۱٫۰۶۱                                      |
| ۱۰۹               | ۵۰٬۸۴۷٬۵۳۴                      | ۱٫۰۵۴                                      |
| ۱۰                | ۴۵۵٬۰۵۲٬۵۱۱                     | ۱٫۰۴۸                                      |
| ۱۰۱۱              | ۴٬۱۱۸٬۰۵۴٬۸۱۳                   | ۱٫۰۴۳                                      |
| ۱۰۱۲              | ۳۷٬۶۰۷٬۹۱۲٬۰۱۸                  | ۱٫۰۳۹                                      |
| ۱۰۱۳              | ۳۴۶٬۰۶۵٬۵۳۶٬۸۳۹                 | ۱٫۰۳۴                                      |
| ۱۰۱۴              | ۳٬۲۰۴٬۹۴۱٬۷۵۰٬۸۰۲               | ۱٫۰۳۳                                      |
| ۱۰۱۵              | ۲۹٬۸۴۴٬۵۷۰٬۴۲۲٬۶۶۹              | ۱٫۰۳۱                                      |
| ۱۰۱۶              | ۲۷۹٬۲۳۸٬۳۴۱٬۰۳۳٬۹۲۵             | ۱٫۰۲۹                                      |
| ۱۰۱۷              | ۲٬۶۲۳٬۵۵۷٬۱۵۷٬۶۵۴٬۲۳۳           | ۱٫۰۲۷                                      |
| ۱۰۱۸              | ۲۴٬۷۳۹٬۹۵۴٬۲۸۷٬۷۴۰٬۸۶۰          | ۱٫۰۲۵                                      |
| ۱۰۱۹              | ۲۳۴٬۰۵۷٬۶۶۷٬۲۷۶٬۳۴۴٬۶۰۷         | ۱٫۰۲۴                                      |
| ۱۰۲۰              | ۲٬۲۲۰٬۸۱۹٬۶۰۲٬۵۶۰٬۹۱۸٬۸۴۰       | ۱٫۰۲۳                                      |
| ۱۰۲۱              | ۲۱٬۱۲۷٬۲۶۹٬۴۸۶٬۰۱۸٬۷۳۱٬۹۲۸      | ۱٫۰۲۲                                      |
| ۱۰۲۲              | ۲۰۱٬۴۶۷٬۲۸۶٬۶۸۹٬۳۱۵٬۹۰۶٬۲۹۰     | ۱٫۰۲۱                                      |
| ۱۰۲۳              | ۱٬۹۲۵٬۳۲۰٬۳۹۱٬۶۰۶٬۸۰۳٬۹۶۸٬۹۲۳   | ۱٫۰۲۰                                      |
| ۱۰۲۴              | ۱۸٬۴۳۵٬۵۹۹٬۷۶۷٬۳۴۹٬۲۰۰٬۸۶۷٬۸۶۶  | ۱٫۰۱۹                                      |
| ۱۰۲۵              | ۱۷۶٬۸۴۶٬۳۰۹٬۳۹۹٬۱۴۳٬۷۶۹٬۴۱۱٬۶۸۰ | ۱٫۰۱۸                                      |
همانطور که مشاهده می‌شود اعداد به ۱ نزدیک می‌شوند.

## محدوده تابع
ریاضیدان فرانسوی پیر دوسارارت ثابت کرد که برای x ≥ ۵۹۹ رابطه زیر برقرار است:
{\displaystyle {\frac {x}{\ln x}}\left(1+{\frac {1}{\ln x}}\right)<\pi (x)<{\frac {x}{\ln x}}\left(1+{\frac {1}{\ln x}}+{\frac {2.51}{(\ln x)^{2}}}\right).}
همچنین ثابت کرد که برای هر x ≥ ۳۵۵۹۹۱:
{\displaystyle {\frac {x}{\ln x+2}}<\pi (x)<{\frac {x}{\ln x-4}}}
بعدها ثابت شد که برای هر ε>۰ وجود دارد عددی طبیعی ماننده s که برای هر x>s رابطه زیر برقرار است:
{\displaystyle {\frac {x}{\ln x-(1-\varepsilon )}}<\pi (x)<{\frac {x}{\ln x-(1+\varepsilon )}}.}